# Campionat d'Espanya de seleccions autonòmiques d'handbol
El Campionat d'Espanya de seleccions autonòmiques d'handbol, també conegut com a Campionat d'Espanya de seleccions territorials o simplement CESA és un torneig anual on els equips de totes les seleccions autonòmiques d'handbol competeixen en les categories infantils, cadets i juvenils. El torneig està dissenyat per a fomentar el desenvolupament de joves jugadors d'handbol i que tinguin l'oportunitat de mostrar les seves habilitats a nivell estatal.
Organitzat per la Reial Federació Espanyola d'Handbol, és una competició que se juga en una setmana de concentració, itinerant per tot Espanya, però sense una seu única.

## Història
Fins al 2014 els campionats es jugaven en diferents seus i separats per categoria. Serà aquell any, amb el primer torneig de seleccions disputat a Astúries, quan s'unifiquen els torneigs infantils, cadets i juvenils, tant masculins com femenins, en una sola seu.
Catalunya és la gran dominadora del medaller, amb 30 campionats, seguits del País Valencià i Andalusia amb 9 campionats.

## Palmarès

### Per any
| Edició           | Any  | Localització                           | Femení                                 | Femení                                 | Femení                                 | Masculí                                | Masculí                                | Masculí                                |
| Edició           | Any  | Localització                           | Campionat Juvenil                      | Campionat Cadet                        | Campionat Infantil                     | Campionat Juvenil                      | Campionat Cadet                        | Campionat Infantil                     |
| ---------------- | ---- | -------------------------------------- | -------------------------------------- | -------------------------------------- | -------------------------------------- | -------------------------------------- | -------------------------------------- | -------------------------------------- |
| I – CESA 2014    | 2014 | Astúries                               | Canàries                               | · Catalunya                            | · Catalunya                            | · Madrid                               | · Andalusia                            | · Madrid                               |
| II – CESA 2015   | 2015 | Orpesa                                 | Castella i Lleó                        | Astúries                               | Galícia                                | · Catalunya                            | · Madrid                               | País Valencià                          |
| III – CESA 2016  | 2016 | Almeria                                | Castella i Lleó                        | · Madrid                               | Andalusia                              | · Catalunya                            | · Madrid                               | País Valencià                          |
| IV – CESA 2017   | 2017 | Girona i Barcelona                     | · Madrid                               | · Catalunya                            | · Catalunya                            | · Catalunya                            | · Catalunya                            | País Valencià                          |
| V – CESA 2018    | 2018 | Pontevedra                             | · Madrid                               | · Catalunya                            | · Catalunya                            | · Catalunya                            | · Catalunya                            | · Catalunya                            |
| VI – CESA 2019   | 2019 | Valladolid                             | País Valencià                          | · Catalunya                            | Navarra                                | · Catalunya                            | Castella i Lleó                        | · Catalunya                            |
| VII – CESA 2020  | 2020 | Cantàbria                              | · País Valencià                        | Andalusia                              | Navarra                                | · Catalunya                            | · Catalunya                            | · Catalunya                            |
| CESA 2021        | 2021 | Aplaçat per la pandèmia de la COVID-19 | Aplaçat per la pandèmia de la COVID-19 | Aplaçat per la pandèmia de la COVID-19 | Aplaçat per la pandèmia de la COVID-19 | Aplaçat per la pandèmia de la COVID-19 | Aplaçat per la pandèmia de la COVID-19 | Aplaçat per la pandèmia de la COVID-19 |
| VIII – CESA 2022 | 2022 | Mar Menor                              | Andalusia                              | Navarra                                | · Catalunya                            | · Catalunya                            | · Madrid                               | Andalusia                              |
| IX – CESA 2023   | 2023 | Costa Blanca                           | Navarra                                | País Valencià                          | Andalusia                              | · Catalunya                            | Catalunya                              | · País Valencià                        |
| X – CESA 2024    | 2024 | Catalunya                              | · Andalusia                            | · País Valencià                        | · Catalunya                            | · Catalunya                            | · Catalunya                            | · Catalunya                            |
| XI – CESA 2025   | 2025 | Catalunya                              | · Catalunya                            | · Andalusia                            | · Andalusia                            | · Catalunya                            | · Catalunya                            | · Catalunya                            |
| XII – CESA 2026  | 2026 | Catalunya                              |                                        |                                        |                                        |                                        |                                        |                                        |

### Palmarès Juvenil
| Equip           | Títols | Subcampionats | Anys campionats |
| --------------- | ------ | ------------- | --------------- |
| País Valencià   | 2      | 2             | 2019, 2020      |
| Madrid          | 2      | 1             | 2017, 2018      |
| Castella i Lleó | 2      |               | 2015, 2016      |
| Andalusia       | 2      |               | 2022, 2024      |
| Catalunya       | 1      | 3             | 2025            |
| Navarra         | 1      | 1             | 2023            |
| Canàries        | 1      |               | 2014            |
| Euskadi         |        | 4             |                 |

| Equip           | Títols | Subcampionats | Anys campionats                                            |
| --------------- | ------ | ------------- | ---------------------------------------------------------- |
| Catalunya       | 10     | 1             | 2015, 2016, 2017, 2018, 2019, 2020, 2022, 2023, 2024, 2025 |
| Madrid          | 1      | 3             | 2014                                                       |
| Andalusia       |        | 3             |                                                            |
| País Valencià   |        | 1             |                                                            |
| Castella i Lleó |        | 1             |                                                            |
| Galícia         |        | 1             |                                                            |
| Euskadi         |        | 1             |                                                            |

### Palmarès Cadet
| Equip               | Títols | Subcampionats | Anys campionats        |
| ------------------- | ------ | ------------- | ---------------------- |
| Catalunya           | 4      | 1             | 2014, 2017, 2018, 2019 |
| País Valencià       | 2      | 3             | 2023, 2024             |
| Andalusia           | 2      | 1             | 2020, 2025             |
| Madrid              | 1      | 2             | 2016                   |
| Navarra             | 1      | 1             | 2022                   |
| Astúries            | 1      |               | 2015                   |
| Castella - la Manxa |        | 1             |                        |
| Galícia             |        | 1             |                        |
| Canàries            |        | 1             |                        |

| Equip           | Títols | Subcampionats | Anys campionats                    |
| --------------- | ------ | ------------- | ---------------------------------- |
| Catalunya       | 6      | 4             | 2017, 2018, 2020, 2023, 2024, 2025 |
| Madrid          | 3      |               | 2015, 2016, 2022                   |
| Andalusia       | 1      | 1             | 2014                               |
| Castella i Lleó | 1      | 1             | 2019                               |
| País Valencià   |        | 1             |                                    |
| Galícia         |        | 2             |                                    |
| Navarra         |        | 2             |                                    |

### Palmarès Infantil
| Equip               | Títols | Subcampionats | Anys campionats                    |
| ------------------- | ------ | ------------- | ---------------------------------- |
| Catalunya           | 6      | 2             | 2014, 2017, 2018, 2019, 2022, 2024 |
| Andalusia           | 3      |               | 2016, 2023, 2025                   |
| Galícia             | 1      | 1             | 2015                               |
| Navarra             | 1      |               | 2020                               |
| País Valencià       |        | 6             |                                    |
| Castella - la Manxa |        | 2             |                                    |

| Equip         | Títols | Subcampionats | Anys campionats        |
| ------------- | ------ | ------------- | ---------------------- |
| País Valencià | 4      | 3             | 2015, 2016, 2017, 2023 |
| Catalunya     | 4      | 2             | 2018, 2020, 2024, 2025 |
| Andalusia     | 1      | 4             | 2022                   |
| Navarra       | 1      |               | 2019                   |
| Madrid        | 1      |               | 2014                   |
| Galícia       |        | 1             | 2023                   |
| Astúries      |        | 1             |                        |
| Canàries      |        | 1             |                        |